# نواف سعود الصباح
نواف سعود الصباح ، (1971) هو نائب رئيس مجلس الإدارة والرئيس التنفيذي لـ مؤسسة البترول الكويتية منذ 16 مارس 2022.

## حياته المبكرة ومسيرته المهنية
ولد الشيخ نواف سعود ناصر سعود محمد الصباح  في عام 1971 وهو الإبن الثالث لوزير الاعلام والنفط الكويتي السابق الشيخ سعود الناصر الصباح من زوجته الشيخة عواطف صباح السالم الصباح ، وهو حاصل على شهادة البكالوريوس مع مرتبة الشرف العالي في العلاقات الدولية من جامعة برينستون وشهادة الدكتوراه بالحقوق مع مرتبة الشرف من كلية هارفارد للحقوق ، وقبل إنضمامه إلى مؤسسة البترول الكويتية في عام 1999 ، عمل في وظيفة محام مختص بالاستحواذات والاندماج لدى إحدي مكاتب دولة الكويت في مدينة لوس أنجلوس.

## المسيرة المهنية ومناصبه
بدأت حياته العملية عندما ترأس مکتب مؤسسة البترول الكويتية في واشنطن في عام 2002 وظل حتي عام 2004 ، وذلك لتطوير الفرص المتاحة للتعاون وتطوير شراكات إستراتيجية بالإضافة إلى تحليل السياسات في الولايات المتحدة الأمريكية ، وبعدها تم تعيينه رئيسا للشركة الكويتية للاستكشافات البترولية الخارجية (كوفبك) ، وهي إحدى شركات مؤسسة البترول الكويتية ، وقبل تعيينه في (كوفبك) ، قضى نحو 14 عاما في المؤسسة في عدة مناصب ، كان آخرها منصب نائب العضو المنتدب والمستشار العام للمؤسسة ، كما عين المستشار القانوني الرئيسي للمؤسسة وعضو ناشط في فرق التفاوض على كثير من المشاريع الاستراتيجية التابعة لها ، إضافة الي عضويته في مجلس إدارة شركة البترول الكويتية العالمية KPC Holdings (Aruba) وMEGlobal (مشروع الأولفينات المشترك) ، وفي 4 فبراير 2019 حتي 16 مارس 2022 ترأس شركة كي. بي. سي. هولدنجز (آروبا) وهي إحدى شركات مؤسسة البترول الكويتية تأسست عام 1983 بغرض تكرير النفط وتسويق المنتجات خارج دولة الكويت ، وفي هذا المنصب كان له هام باعادة رسم استراتيجية الشركة للتركيز على المشاريع الاستراتيجية والمربحة للقطاع النفطي ، أما في 16 مارس 2022 فقد تم تعيينه نائباً لرئيس مجلس الإدارة ورئيساً تنفيذياً لمؤسسة البترول الكويتية بموجب المرسوم الأميري رقم 72 لسنة 2022.